# Volksdemokratische Partei Tadschikistans

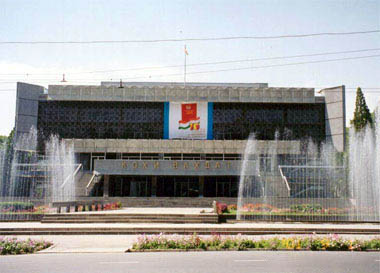
Palast der Einheit, (Vahdat-Palast, tadschikisch: Кохи Ваҳдат/Kokhi Vahdat/کاخ وحدت). 107, Rudaki Avenue, Duschanbe, Tadschikistan. Es ist der Sitz der regierenden Demokratischen Volkspartei und wird auch für internationale Konferenzen genutzt.

Die Volksdemokratische Partei Tadschikistans (tadschikisch Ҳизби Халқии Демократии Тоҷикистон Hisbi Chalqii Demokratii Todschikiston) ist eine linksgerichtete politische Partei in Tadschikistan. Sie ist die herrschende Partei in Tadschikistan und wird seit April 1998 von Emomalij Rahmon, dem derzeitigen Staatspräsidenten des Landes, geleitet.

## Geschichte
Das Organisationskomitee der Partei entstand 1993, die Partei selbst wurde am 10. Dezember 1994 vom Abdulmadschid Dostijew, dem damaligen ersten stellvertretenden Vorsitzenden des Obersten Rates der Republik Tadschikistan gegründet. Bis April 1998 trug sie den Namen Volkspartei Tadschikistans.
Bei den Parlamentswahlen 1995 trat die Partei zum ersten Mal an und gewann fünf Sitze. Sie wurde damit zur zweitstärksten Partei nach der Kommunistischen Partei Tadschikistans, die 60 Sitze errang.
Bei der Parlamentswahl in Tadschikistan 2005 konnte die Partei mit 52 von 63 Sitzen die absolute Mehrheit im Parlament erringen. Beobachter der Organisation für Sicherheit und Zusammenarbeit in Europa kritisierten die Wahl als weder frei noch fair und bemängelten die Benachteiligung von Oppositionsparteien. Bei den vorletzten Wahlen, die am 28. Februar 2010 stattfanden, erhielt die Partei 71,69 % und zog mit 55 von 63 Sitzen ins Parlament ein. Ausländische Beobachter aus der Gemeinschaft Unabhängiger Staaten und der Shanghaier Organisation für Zusammenarbeit haben die Wahlen als gerecht und transparent beschrieben bzw. waren mit ihnen zufrieden. Die OSZE übte hingegen Kritik und bezeichnete den Urnengang als undemokratisch.
Bei der Parlamentswahl in Tadschikistan 2015 verlor die Partei vier Sitze, blieb mit 51 Sitzen aber die dominierende Partei im tadschikischen Parlament.
Das Hauptquartier befindet sich im Palast der Einheit in Duschanbe, der Hauptstadt des Landes.